# 热打镇
热打镇，原为热打乡，是中华人民共和国四川省甘孜藏族自治州乡城县下辖的一个乡镇级行政单位。2018年撤乡设镇。区划代码改为513336103。2019年12月，将热打镇色坝村划归沙贡乡管辖。

## 行政区划
热打镇下辖以下地区：
热打村、色坝村、东均村、下洼村、木鱼村和阿都村。